# سیارک ۵۷۴۸
سیارک ۵۷۴۸ (به انگلیسی: 5748 Davebrin، نامگذاری:1991DX) پنج هزار و هفتصد و چهل و هشتمین سیارک کشف شده‌است که در ۱۹ فوریه ۱۹۹۱ کشف شد.
قدر مطلق سیارک برابر ۱۳٫۰۰ است.